# 't Wild
 't Wild is een gehucht gelegen aan de Maas. Het gehucht is de kleinste woonkern in de gemeente Oss, in de Nederlandse provincie Noord-Brabant. 

## Geschiedenis
Het gehucht behoorde tot 1958 bij de gemeente Alem, Maren en Kessel en tot 2010 bij de gemeente Lith. Deze beide gemeentes zijn inmiddels zelf opgeheven.
Bedijking ter plekke heeft waarschijnlijk plaatsgevonden in de eerste helft van de 14e eeuw en zo kon buurtschap 't Wild langzamerhand ontstaan. Het gehucht was geheel op en langs beide zijden van de Maasdijk gelegen tussen Alem en Gewande. Reden daartoe was dat in het westen zich de Maas bevond terwijl in het oosten de Traverse van de Beerse Overlaat liep.
Aan het eind van de achttiende eeuw telde 't Wild 10 huizen, in 1850 nog 10 en rond 1930 waren dat er 23 en was er een café gevestigd, waarin ook een telegraaf- en telefoonstation was. Post werd verzorgd vanuit Alem, waar ook de kinderen naar school gingen en men ter kerke ging.
't Wild behoorde parochieel onder Alem, waar ook de school gevestigd was, maar na de Maaskanalisatie viel de buurtschap onder het pastoraat van Maren en daar gingen de kinderen ook voortaan naar school. 't Wild is nooit in het bezit geweest van een eigen kerk of kapel.
Tijdens de Tweede Wereldoorlog werd deze buurtschap, in 1944, praktisch met de grond gelijk gemaakt, alleen de Wildse hut, het plaatselijke witte café bleef behouden. De Duitse SS beval de bewoners op 3 oktober 1944 om hun huizen met have en goed te verlaten. Hierop staken zij alles in brand. Na de bevrijding keerden de bewoners terug en werd de buurtschap opnieuw opgebouwd, niet op de dijk maar meer landinwaarts gelegen, want de Beerse Overlaat was in 1942 immers opgeheven. Het ontwerp van de nieuwe kern vond plaats volgens de principes van de Delftse School. Het voorzag ook in een dorpsplein of brink, dat men als onderdeel voor het ideale Hollandse dorp beschouwde.

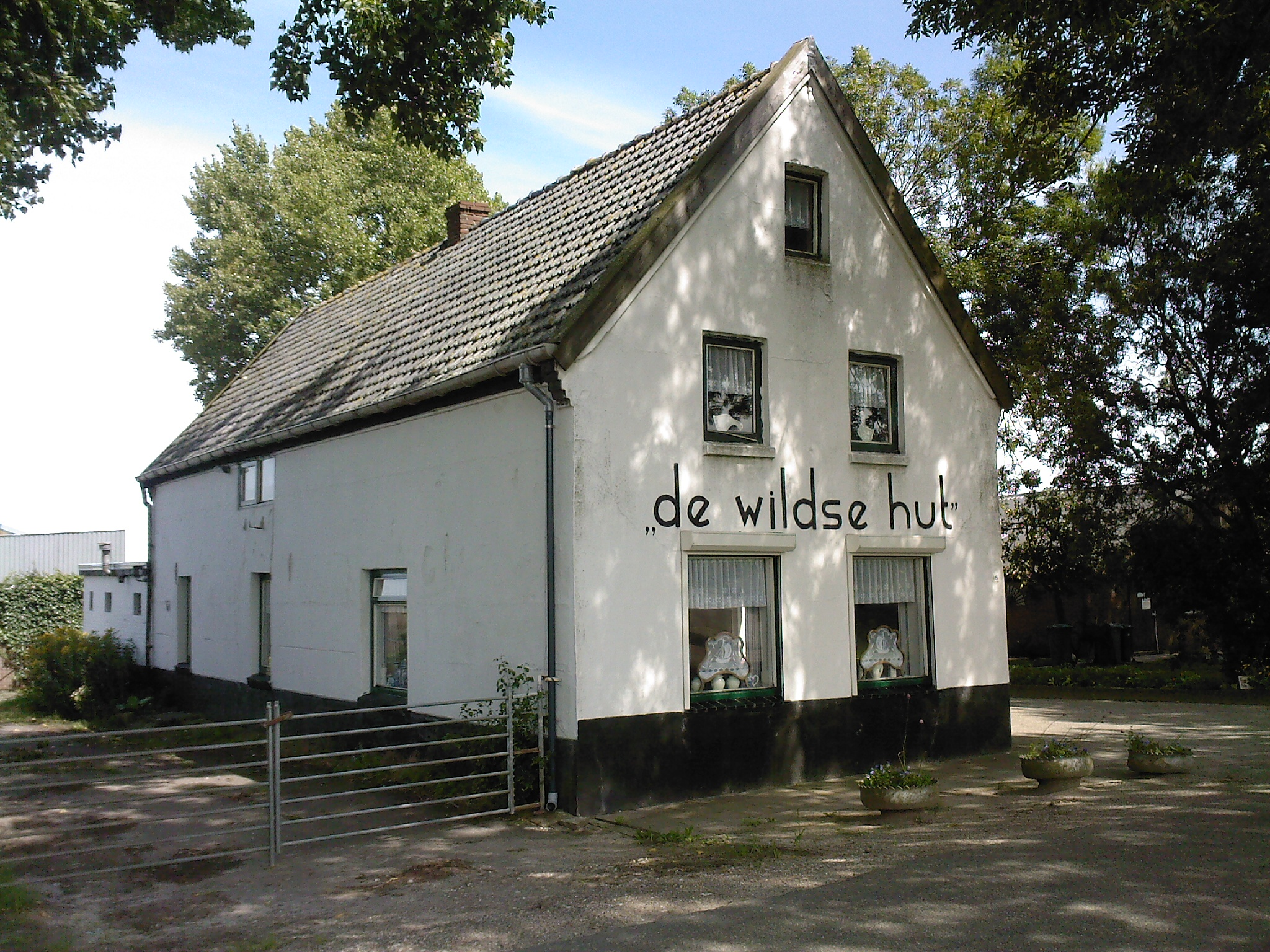
Oude Café "de Wildse Hut"

## Toponymie
Waar de naam 't Wild vandaan komt is niet met zekerheid te zeggen. Er doen verhalen de ronde dat ten tijde van de overstromingen door de Beerse Overlaat het wild, de dieren, uit de polder zich verzamelde op deze verhoging. Een verhoging is ook nu nog te vinden in een driehoek van de Provincialeweg, de Leeuwkesgraaf en het verlengde van de Deelenweg. 
De spelling van deze kern volgens de huidige witte plaatsnaamborden is "'t Wild". Alhoewel diensten als het Kadaster tussen 2011 en 2017 in zijn gegevens sporadisch de naam "Het Wild" aan hielden. 
Bij de opheffing van de gemeente Lith heeft ook deze kern nieuwe plaatsnaamborden gekregen. Hierop werd deze kern aangegeven met "Het Wild". Verschillende bewoners zijn hierop in beroep gegaan, waarna de borden vervangen zijn met de authentieke spelling.

## Nabijgelegen kernen
Gewande, Maren, Alem (veerpont), Oss, Kruisstraat
Steden: Megen · Oss · Ravenstein

Dorpen: Berghem · Demen · Dennenburg · Deursen · Dieden · Geffen · Haren · Herpen · Huisseling · Macharen · Kessel · Lith · Lithoijen · Maren · Maren-Kessel · Neerlangel · Neerloon · Oijen · Overlangel · Teeffelen

Buurtschappen: Achterste Heide · Benedeneind · Boveneind · Duurendseind · Elst · Gement · Keent · Kleine Koolwijk · Koolwijk · 't Wild

Noord-Brabant: Steden en dorpen      Nederland: Provincies · Gemeenten